# 上層記憶區

上層記憶區是在640 KB和1024 KB之間的空間

上層記憶區（upper memory area，簡稱UMA）是在DOS記憶體管理中的詞語，是指IBM PC（或相容電腦）中，定址空間在640 KB和1024 KB之間 （0xA0000–0xFFFFF）的電腦記憶體。IBM將8088中央處理器1024 KB定址空間中最高的384 KB，保留作BIOS唯讀記憶體（或是某些UEFI韌體的CSM）、顯示卡BIOS、擴充唯讀記憶體、video RAM, 存储器映射输入输出，以及已不使用的IBM BASIC。
不過，就算有RAM、ROM BIOS、Video BIOS、擴充唯讀記憶體以及存储器映射输入输出，上層記憶體區仍有許多空間是可使用的。隨著程式的變大，640 KB記憶體的限制變成阻礙，因此有發展技術用RAM來填補上層記憶區的空間，此區域就稱為上層記憶區塊（upper memory blocks，簡稱UMB）。

## 用途
在DOS以後，在作業系統上的演進就是使用上層記憶區塊（UMB）以及高層記憶體空間（HMA）。這是在1990年DR-DOS 5.0時出現的技術。DR DOS有內建記憶體管理軟體EMM386.EXE，可以進行QEMM（當時流行的記憶體管理軟體）以及相近軟體中，大部份的基本功能。
DR DOS 5.0比以往DOS加上QEMM的效果還要好，DR DOS將其核心及大部份的資料結構都放在上層記憶區，留下大部份常規記憶體，可以讓使用者組態，在640k常規記憶體中，最多可以空出620k的空間。
上述的組態不是自動的，需要人工識別空的UMB，再手動加入，讓CONFIG.SYS載入EMM386，驅動程式以及其他資料也要人工從CONFIG.SYS及AUTOEXEC.BAT設定，以載入UMB。這些組態不太簡單。隨著QEMM安裝後，上述的程序自動化，此軟體也可以在市場上存活，此軟體配合DR DOS自身的HMA及UMB機能，也運作的很好，是PC銷售量最高的軟體之一。
微軟複製了此機能，用在1991年6月推出的MS-DOS 5.0，最終，越來越多的DOS資料結構移出了常規記憶體，640 KB中最多可以空出631 KB。從MS-DOS 6.0開始，微軟提供了一個叫做MEMMAKER的程式，自動將终止及常驻程式搬到上層記憶區，以最佳化常規記憶體的空間。